# Federació Catalana de Polo
La Federació Catalana de Polo és l'organisme rector que ordena, impulsa i dirigeix tota l'activitat esportiva del polo a Catalunya. Forma part de la Unió de Federacions Esportives de Catalunya.

## Història
L'esport del polo va arribar a Catalunya finals del segle xix, portat pels integrants de la nombrosa colònia britànica que hi havia en aquella època. i es va començar a practicar en l'antic hipòdrom de Can Tunis de Barcelona. Enric d'Ibarrola que s'havia educat a Anglaterra, va fundar el 1897, juntament amb altres amics, el Polo Club de Barcelona, que després de diverses fusions es convertiria en el Real Polo Jockey Club de Barcelona Sociedad Hípica, antecedent de l'actual Reial Club de Polo. Els primers partits i competicions es van disputar al RC de Polo i les seves instal·lacions. Malgrat aquesta llarga història i tradició, el polo no tenia una organització pròpia que el regulés i va estar a punt de desaparèixer a Catalunya, però el 1960 un grup d'amants d'aquest esport, liderats per Josep Maria Estany, van decidir reorganitzar-lo. La contractació d'un entrenador indi, Jabar Singh, i l'adequació del camp del RC de Polo, que havia quedat molt malmès per la manca d'ús, van aconseguir fer reviure el polo, que va guanyar nous adeptes entre els més joves. Una vegada consolidat l'esforç de promoció inicial, es van fer les gestions per crear una federació catalana, ja que fins a aquell moment es regulava des de Madrid. Les gestions van culminar l'any 1961, quan es va fundar la federació sota la presidència de Josep Maria Estany, amb la seva creació el polo va tenir un important creixement a Catalunya, tant en nombre de clubs com de jugadors. El 1988 es va posar en marxa el Trofeu Ciutat de Barcelona i entre les seves activitats destaquen la promoció d'aquest esport en les escoles de polo i l'organitzacio i participació en competicions autonòmiques, estatals i internacionals.

## Presidents

### Josep Maria Estany Volart(1961-1980)
Jugador i capità de l'equip del Reial Club de Polo i àrbitre, el 1960 va començar a treballar per reorganitzar l'esport del polo a Catalunya que s'havia deixat de practicar el 1955, fent gestions amb la Delegación Nacional de Deportes per constituir la Federació Catalana. També va ser vicepresident de la Federació Espanyola i responsable de la secció de polo del RC de Polo. En record seu, el Trofeu Ciutat de Barcelona porta el nom de Memorial Josep Maria Estany.

### Francesc Josep de Abadal Lacambra (1980)
Practicant d'hoquei sobre patins va arribar a ser campió de Catalunya infantil, i als catorze anys va començar a jugar al polo amb el Reial Club de Polo. Paral·lelament, també va ser pilot de motos i va practicar atletisme, natació i gimnàstica. Membre de la junta directiva de Josep Maria Estany, va accedir a la presidència l'any 1980 i des de llavors ha estat reelegit sense oposició cada vegada que s'ha tornat a presentar. També ha estat membre de la junta directiva de la Federació Espanyola i un dels integrants del primer Consell Directiu de la Unió de Federacions Esportives de Catalunya quan aquesta es va refundar l'any 1985, i hi va pertànyer fins al 1999, ocupant en dues etapes el càrrec de vocal-secretari.
Com a jugador de polo, va ser tres vegades campió d'Espanya, i guanyar dos Copas del Rey, set campió del Barcelona Polo Classic, cinc del Ciutat de Barcelona i una a Sotogrande i Jerez de la Frontera. També va ser internacional amb la selección española i guanyar en prestigiosos tornejos a Argentina, Italia, França, Anglaterra i República Dominicana.
Referències
1. ↑   Enciclopèdia de l'Esport Català.  Barcelona: Enciclopèdia Catalana, 2012. ISBN 978-84-412-2106-.
2. ↑  Gallén Utset, Carles. UFEC1933-2008 75 anys d'esport a Catalunya, 2008. ISBN B-37953-2008.
3. ↑  Gallen Utset, Carles. Les Federacions Esportives Catalanes i els seus presidents.  Barcelona: UFEC, 2013. ISBN Gi.1233-2013.

Altres llibres més específics: